# Al-Namrood
Al-Namrood (arabiska:النمرود) är ett saudiarabiskt black metal-band. Namnet har en dubbelbottnad betydelse och syftar på Nimrod, som var en babylonisk kung. Bokstavligen betyder Nimrod “icketroende”. Bandet valde namnet för att visa motstånd mot religion. Medlemmarna är anonyma då de sannolikt skulle dömas till döden av saudiarabiska myndigheter, ifall deras identiteter skulle bli kända.

Al-Namrood har släppt ett flertal album och singlar, samt två musikvideor sedan bandet grundades år 2008. Bandet är för tillfället signerade med det kanadensiska skivbolaget Shaytan Productions. 

## Diskografi

### Studioalbum
- Astfhl Al Thar (2009, استفحل الثأر)
- Estorat Taghoot (2010, أسطورة طاغوت)
- Kitab Al Awthan (2012, كتاب الطغيان)
- Heen Yadhar Al Ghasq (2014, حين يظهر الغسق)
- Diaji Al Joor (2015, ديجي أل جور)

### Singlar och EP
- Atbaa Al-Namrood (2008, أتباع النمرود)
- Jaish Al-Namrood (2013, جيش النمرود)
- Ana Al Tughian (2015, أنا ألطغيان)